# Gallas Nándor

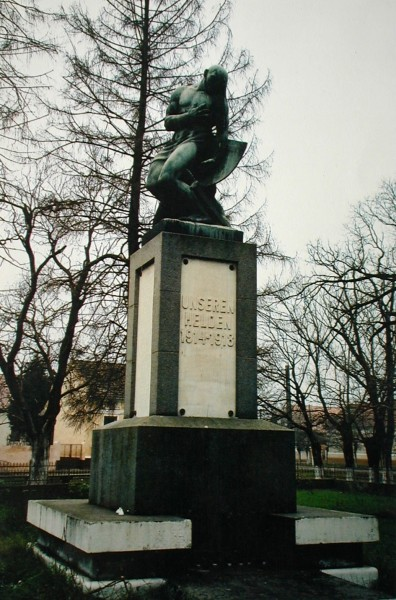
Első világháborús emlékmű, Sándorháza (Románia)

Gallas Nándor (névváltozat: Gallasz Nándor) (Temesvár, 1893. január 21. – Lovrin, 1949. július 1.) magyar szobrász és grafikus.

## Életpályája
A temesvári Állami Fa- és Fémipari Szakiskola elvégzése után a budapesti Iparművészeti Főiskolára került, ahol Maróti Géza, Mátrai Lajos és Simay Imre voltak a mesterei. Az első világháború kitöréséig tanársegédként működött a budapesti Iparművészeti Főiskolán. Egyéves frontszolgálat után orosz hadifogságba került. A krasznojarszki fogolytábor lakója volt, majd Moszkvában két évet a képzőművészeti főiskolán töltött. Megismerkedett Vlagyimir Vlagyimirovics Majakovszkijjal és Makszim Gorkijjal. Rajzolóként részt vett egy Észak-szibériai néprajzi tudományos expedícióban. 1921-ben tért vissza szülővárosába, ahol modern formanyelvű szobraiból megrendezte első egyéni kiállítását. Müncheni és drezdai tanulmányútja után Varga Albert festőművésszel művészeti szabadiskolát nyitott Temesvárt.
1923-ban bekapcsolódott a Fajankó c. élclap szerkesztésébe. Szobrainak reprodukcióit s rajzait a Temesvári Hírlap, Periszkop, Erdélyi Helikon, Pásztortűz, Banatul, Analele Banatului és a Havi Szemle közölte. Könyvborítót tervezett Finta Zoltán, Asztalos Sándor, Alma Cornea-Ionescu, Kubán Endre s mások köteteihez. Domborművet tervezett Ady Endre temesvári lakóházára, valamint az egykori Temesvári Munkásotthon homlokzatára. Többször megmintázta Ady Endre és Varga Albert portréját, s elkészítette Endre Károly költő, Sabin Drăgoi zeneszerző, Szuhanek Oszkár és Varga Albert festőművészek mellszobrait. A kubista-konstruktivista szobrászat egyik legjelentősebb hazai képviselője.
Tagja volt a Barabás Miklós Céhnek. A Bánsági Magyar Közművelődési Egyesület, a Temesvári Szakszervezetek Kultúrtanácsa, a temesvári Újságíróklub rendezésében több ismeretterjesztő előadást tartott a modern szobrászati törekvésekről. Képzőművészeti és szépirodalmi írásait a Temesvári Hírlap és Periszkop közölte. Fellelhető szobraiból Temesváron 1965-ben emlékkiállítást rendeztek.